# (34875) 2001 US22
2001 يو أس 22 (ويعرف أيضًا باسم (34875) 2001 يو أس 22 وفق تسمية الكوكب الصغير) (بالإنجليزية: 2001 US22)‏؛ هو كويكب ضمن حزام الكويكبات.
اكتُشف هذا الجُرم الفلكي بواسطة بحث لنكولن عن الكويكبات القريبة من الأرض في 17 أكتوبر 2001، وترتيبه 34875 من حيث الاكتشاف.

## الوصف
اكتُشف 348752001US في 17 أكتوبر 2001 في مرصد ماغدالينا ريدج، الواقع في مقاطعة سوكورو، نيومكسيكو في الولايات المتحدة، بواسطة مشروع بحث لنكولن عن الكويكبات القريبة من الأرض (بالإنجليزية: Lincoln Near-Earth Asteroid Research)‏ LINEAR. وقد رصد المشروع 2,354 مشاهدة للكويكب إلى غاية 8 يوليو 2021 بتوقيت منطقة المحيط الهادئ، أي في مدة قدرها 22,137 يومًا (60.6 عام). تستغرق الفترة المدارية للكويكب 1,640 يومًا (4.5 عام).

## الخصائص المدارية
يتميز مدار هذا الكويكب بنصف محور رئيسي يبلغ 2.72 وحدة فلكية، وحضيض قدره 2.26 وحدة فلكية، وانحراف قدره 0.167 وزاوية ميلان 13.9 درجة بالنسبة لمسار الشمس. بسبب هذه الخصائص، أي نصف المحور الرئيسي بين 2 و3.2 وحدة فلكية وحضيض أكبر من 1,666 وحدة فلكية، يُصنف هذا الجُرم الفلكي وفقًا لقاعدة بيانات مختبر الدفع النفاث لأجرام النظام الشمسي الصغيرة كائنًا من حزام الكويكبات الرئيسي.

## وصلات خارجية
- (34875) 2001 US22 في قاعدة بيانات مختبر الدفع النفاث لأجرام النظام الشمسي الصغيرة

- الاكتشاف · مخطط المدار ·  العناصر المدارية · المعلمات المادية

- (34875) 2001 US22 على موقع ويكي سكاي: DSS2, SDSS, GALEX, IRAS, Hydrogen α, X-Ray, Astrophoto, Sky Map, Articles and images